# Girl senza paura
Girl senza paura è il primo album in studio da solista della cantante italiana Jo Squillo, pubblicato il 1º marzo 1981 dalle etichette 20th Secret e Universal Music Italy, e accreditato a Jo Squillo Eletrix.

## Il disco
All'epoca la maggior parte delle canzoni vennero censurate in quanto provocatorie, con denunce sociali e con testi forti, anche se a detta dell'artista erano canzoni che servivano a rompere il muro di indifferenza che era presente negli anni ottanta. L'album rappresentò uno dei primi rari esempi di punk rock fatti in Italia e proprio grazie a questo l'artista riceve un grande apprezzamento da parte della critica musicale e viene premiata come cantante femminile rivelazione - XIII premio nazionale dei parolieri italiani. I testi dell'album risultano semplici, a tratti adolescenziali ma urlati e forti in alcune parti, con la presenza di parolacce. Trattano i problemi più comuni dell'epoca come la violenza sulle donne, la violenza urbana, le contraddizioni tra giovani e adulti, i rapporti con l'istituzione scolastica e rappresentano il malcontento giovanile dell'epoca.
Il primo singolo estratto è Skizzo Skizzo/Energia interna, di cui esiste anche un videoclip del primo brano (anche in questo caso uno dei primi realizzati negli anni ottanta). Gli altri brani più conosciuti sono Violentami sul metrò, Paranoia, Ma chi se ne frega e Orrore, lato b dell'unico singolo pubblicato da Jo Squillo con le Kandeggina Gang, suo precedente gruppo. In Tuo Cesare legge una lettera di Cesare Pedrotti.
L'album ottenne buoni risultati di vendita nel settore, sia in Italia che all'estero, soprattutto in Germania e fu la prima ed ultima esperienza punk rock di Jo Squillo.
Nel febbraio 2015, l'album viene ristampato ufficialmente dall'etichetta discografica Spittle Records in Vinile Limitato.

## Tracce
1. L'asta
2. Muoversi
3. Cx
4. Faccia da vipera
5. Paranoia
6. Ma chi se ne frega
7. Skizzo skizzo
8. Orbita
9. Cristina
10. Energia interna
11. Violentami
12. China's War (Vocal by G Muciaccia)
13. Voglio farlo con te
14. Orrore
15. Tuo Cesare
16. Fuggi fuggi